# Bomolocha megaspila
Bomolocha megaspila är en fjärilsart som beskrevs av Walker 1867. Bomolocha megaspila ingår i släktet Bomolocha och familjen nattflyn. Inga underarter finns listade i Catalogue of Life.